# Obârșia-Cloșani (gmina)
Obârșia-Cloșani – gmina w Rumunii, w okręgu Mehedinți. Obejmuje miejscowości Godeanu i Obârșia-Cloșani. W 2011 roku liczyła 953 mieszkańców.